# آتاویروس
آتاویروس (به لاتین: Attavyros) یک کوه در یونان است که در Rhodes Regional Unit واقع شده‌است. آتاویروس ۱٬۲۱۵ متر بالاتر از سطح دریا واقع شده‌است.